# Wojsława Feodora z Meklemburgii-Schwerinu
Wojsława Feodora Reuss z Meklemburgii-Schwerin, niem. Woizlawa-Feodora Elise Marie Elisabeth Herzogin zu Mecklenburg (ur. 17 grudnia 1918 w Rostocku, zm. 3 czerwca 2019 w Strittmatt, Schwarzwald) – księżniczka Meklemburgii-Schwerinu, księżna Reuss.

## Biografia
Księżniczka Wojsława Feodora urodziła się po abdykacji swojego pierwszego kuzyna Fryderyka Franciszka IV, Wielkiego Księcia Meklemburgii-Schwerin i założeniu Republiki Weimarskiej. Jej rodzicami byli książę Adolf Fryderyk z Meklemburgii-Schwerinu i księżniczka Wiktoria Feodora Reuss (1889-1918). Jej ojciec był siódmym synem Fryderyka Franciszka II, Wielkiego Księcia Meklemburgii-Schwerin przez jego trzecią żonę Księżniczkę Marię Schwarzburg-Rudolstadt. Był także starszym bratem księcia Henryka, co czyniło ją siostrą stryjeczną Juliany, późniejszej królowej Holandii. Jej matka, księżniczka Wiktoria Feodora, była najstarszym dzieckiem Henryka XXVII, księcia Reuss, regenta Księstwa Reuss-Greiz i księżnej Elizy Hohenlohe-Langenburg. Wiktoria Feodora zmarła dzień po urodzeniu Wojsławy. Jej imię pochodzi od Wojsławy, córki księcia pomorskiego Warcisława I i żony księcia oboryckiego i pierwszego księcia meklemburskiego Przybysława.
15 września 1939 roku w Bad Doberan Wojsława poślubiła swojego krewnego księcia Henryka I Reuss z Köstritz (ur. 8 października 1910, zm. 10 marca 1982), starszego syna księcia Henryka XXXIV Reuss z Köstritz i księżniczki Zofii Renaty Reuss z Köstritz. Jej mąż był przybranym synem Henryka XLV, brata jej matki. Para miała sześcioro dzieci (jedną córkę i pięciu synów):
- Księżniczka Feodora Elżbieta Zofia Reuss z Köstritz (ur. 1942) m. hrabia Gisbert zu Stolberg-Wernigerode (ur. 1942)
- Książę Henryk VIII Reuss (ur. 1944)
- Książę Henryk IX Reuss z Köstritz (ur. 1947)
- Książę Henryk X Reuss z Köstritz (ur. 1948)
- Książę Henryk XIII Reuss z Köstritz (ur. 1951)
- Książę Henryk XV Reuss z Köstritz (ur. 1956)

Owdowiała w 1982 r. Zmarła w wieku 100 lat. W chwili śmierci była jedną z nielicznych pozostałych członków linii na Meklemburgii-Schwerinie, oprócz córek zmarłego księcia Chrystiana Ludwika, drugiego syna Fryderyka Franciszka IV, Donaty (ur. 1956) i Edwiny (ur. 1960).